# Deportivo Cañaña
El Deportivo Cañaña es un club de fútbol peruano, de la ciudad de Lambayeque en el Departamento de Lambayeque. Fue fundado el 19 de julio de 1979 y fue campeón de la Copa Perú en 1986.

## Historia
El Deportivo Cañaña fue fundado el 19 de julio de 1979 por un grupo de lambayecanos, entre ellos los hermanos Monsalve, Claudio Velarde, Jorge Piscoya y Rafael Aíta. Se tomó como nombre el apelativo "Cañaña" que tenía Miguel Monsalve.
Llegó a una final de Copa Perú por primera vez en 1983 donde finalizaría empatado en el primer lugar junto al Sport Pilsen de Guadalupe y el Barcelona de Surquillo. El campeón se decidió teniendo en cuenta los resultados entre los tres equipos por lo que Sport Pilsen logró el ascenso pese a que el Cañaña tuvo la mejor diferencia de goles del torneo.
En 1986 llegó nuevamente al hexagonal final logrando el título de manera invicta con la dirección técnica de Eduardo Rodríguez. El equipo titular formaba con: Angel Rubiños, Luis Barandiarán, Manuel Deza, Rolando Rojas, Manuel Juárez, Eduardo Cosmópolis, Luis Silva, Carlos Monsalve, Manuel Suárez Osorio, Santiago Samamé llamado el gato Samamé, considerado unos de los mejores jugadores de la Copa Perú de ese año y Segundo Celis.
En 1987 llegarían al club los exjugadores rimenses Carlos Ríos Mora y Julio Aliaga; ese año tuvo que jugar la Intermedia luego de disputar el torneo Regional Norte.
Sus participaciones en los torneos regionales del Norte fueron aceptables, sin embargo nunca pudo lograr el título por lo que no llegó al Descentralizado Nacional.
En 1991 la tabla general acumulada lo posicionaba en el casillero 9, por lo que tuvo que jugar el Torneo Zonal 1992 para lograr el ascenso, sin embargo este torneo le fue esquivo y tuvo que regresar a la Copa Perú. 
A inicios de 1993 se fusionó junto al Juan Aurich formando el club Aurich-Cañaña e inició su participación en la Etapa Regional de la Copa Perú 1993 bajo la dirección técnica del argentino Horacio Baldessari logrando el título de la Copa Perú, en 1994 participó en el fútbol profesional el cual se mantuvo hasta el año 1996 donde perdió la categoría. 
En 1997 el Deportivo Cañaña decidió jugar nuevamente desde su liga de origen. En 2002 llegó hasta la etapa Departamental pero fue eliminado al terminar tras el campeón Deportivo Pomalca y Jacinto Muro de Pítipo. Al año siguiente perdió la final provincial con Sport Victoria de Túcume y quedó eliminado.
El año 2007 el club declinó de participar en el torneo distrital de Lambayeque debido a la crisis económica que afrontaba.

## Uniforme
- Uniforme titular: Camiseta a rayas blancas y verdes, pantalón blanco, medias verdes
- Uniforme alternativo: Camiseta a rayas rojas y blancas, pantalón blanco, medias blancas.

#### Uniforme Titular 1979 al 1989
| 1979 | 1979 | 1980 | 1980 | 1981 | 1982 | 1983 | 1984 | 1985 | 1986/1987 | 1988/1989 |  |

#### Uniforme Titular 1988 al 1992/1997 al 2006
| 1988 | 1989 | 1990 | 1990 | 1991 | 1991 | 1992 | 1992/1993 | 1993 | 1998 al 2003 | 2004 al 2006 |  |

## Jugadores
| - Claudio Lozano. - Victor Benavides. - Manuel Deza Pereyra. - Paul Medina. - Jorge Reyes. - Carlos Monsalve. - JuanZevallos"Chipitap" - Jorge Guevara. - Segundo Célis. - Alejandro Pósito. - Rlo Rojas. - "Toro" Sandino Alarcón - Roberto "cigarrito" Guevara - El "Pajarito" Aguilar - Ricardo Cobeñas. | - Néstor Fernández. - Everd Negrete. - Diablo Pérez Saldaña. - Walter Potozén. - Santiago "el gato" Samame. - Luis Mansilla. - Roque Muñoz. - Angel Rubiños. - Ivan Chavez." - Claudio Lozano. - Jonhy Mojica. - Diomedes Carranza. - Edwin "El Chechi" Echenique - Nicanor Inoñan Siesquen. |

## Entrenadores
- Silvano Cervantes (1983-1984)
- Eduardo Rodríguez (1986)
- Manuel Deza  (1988)
- Jaime Ramírez Banda (1989)

## Datos del club
- Temporadas en Primera División: 5 (1987 - 1991).

## Palmarés

### Torneos nacionales
| Competición nacional | Títulos | Subcampeonatos |
| -------------------- | ------- | -------------- |
| Copa Perú (1/1)      | 1986.   | 1983.          |

### Torneos regionales
| Competición regional                   | Títulos                       | Subcampeonatos |
| -------------------------------------- | ----------------------------- | -------------- |
| Liga Departamental de Lambayeque (2/0) | 1982, 1985.                   |                |
| Liga Provincial de Lambayeque (5/1)    | 1982, 1985, 2000, 2001, 2002. | 2003.          |

### Facebook
- Cañaña todos los tiempos
- El Gallo del Norte

### Twitter
- Deportivo Cañaña

- Datos: Q5260725